# Maszyna zmian. Nowe przygody
Maszyna zmian. Nowe przygody – polski serial dla młodzieży, kontynuacja przygód wychowanków sanatorium oraz ich opiekunów z serialu Maszyna zmian.
W poprzedniej serii maszyna zmian podczas próby zniszczenia wpada do jeziora. Wydaje się, że już nie działa. Po pół roku dzieci wracają do sanatorium na ślub Anny i Filipa. Kupują im w prezencie akwarium z pięcioma rybkami. Niechcący wylewają z niego wodę. Szybko jednak przynoszą wodę ze studni i dolewają ją do akwarium. W czasie ceremonii ślubnej wbiega pięć dziewczyn w sukniach ślubnych. Wszystkie twierdzą, że Filip jest ich narzeczonym. Zszokowana Anna wybiega z kościoła.

## Aktorzy
- Ewa Gawryluk − Anna
- January Brunov − Filip
- Beata Żurek − Agata
- Kasia Łuczewska − Julia
- Iza Kołodziej − Tosia
- Piotr Budzowski − Mikołaj
- Leszek Knasiecki − Makler
- Grażyna Wolszczak − mama Mikołaja
- Piotr Machalica − tata Mikołaja
- Wirginia Pietryga − Kamila
- Jolanta Juszkiewicz-Lenartowicz − dyrektorka szkoły, mama Kamili
- Kazimierz Kaczor − piekarz
- Paweł Burczyk − policjant
- Andrzej Mastalerz − wędkarz w pociągu
- Małgorzata Foremniak − Izabela
- Jolanta Fraszyńska − Ewa
- Jowita Miondlikowska − Inka
- Magdalena Olszewska − Matylda
- Katarzyna Skrzypek − Kryśka
- Zina Kerste − Marta, siostra Anny
- Stanisław Brudny − ksiądz
- Marek Cichucki − świadek na ślubie Anny i Filipa
- Cezary Morawski − dyrektor sklepu "Max"
- Monika Krzywkowska − ekspedientka w sklepie "Max"
- Krzysztof Kowalewski − nauczyciel
- Katarzyna Łaniewska − woźna
- Bogdan Szczesiak − wujek Karol
- Jerzy Molga − dziadek
- Wiktor Zborowski − sierżant
- Jan Peszek − pułkownik Matula
- Sławomir Pacek − kucharz
- Mirosław Zbrojewicz − komandos
- Witold Wieliński − komandos
- Zbigniew Suszyński − komandos
- Artur Bartos − komandos
- Sława Kwaśniewska − dróżniczka
- Lech Łotocki − realizator
- Jerzy Zygmunt Nowak − strażnik
- Paweł Królikowski − redaktor
- Karol Stępkowski − Technik RTV
- Krystyna Feldman − sprzedawczyni rybek
- Irena Kownas − plotkarka na ślubie
- Wojciech Standełło − szatniarz na pływalni
- Robert Kowalski − robotnik
- Joanna Benda − asystentka
- Mirosław Kropielnicki − baloniarz
- Paweł Okoński − kelner
- Agnieszka Michalska − kobieta z reklamy
- Michał Grudziński − woźny

## Odcinki
| Numer | Data emisji     | Tytuł                 | Opis odcinka |
| ----- | --------------- | --------------------- | --- |
| 1     | 22 grudnia 1996 | Pięć pięknych welonów | Dzieci z sanatorium spotykają się na ślubie Anny i Filipa. Kupują im rybki, a ponieważ jest mało wody, dolewają trochę ze studni. Rybki zamieniają się w panny młode, co przysparza dużo kłopotów. Okazuje się także, że woda w studni jest magiczna, ponieważ kilka miesięcy temu została w niej zatopiona maszyna zmian. |
| 2     | 23 grudnia 1996 | Misiaczek             | Mikołaj i Tosia zostają w sanatorium, gdyż Filip z resztą dzieci wybrał się za miasto. Podczas zabawy miś Tosi wpada do studni, a następnie osiąga gigantyczne rozmiary i jest głodny, dlatego musi zjeść dużo wełny. |
| 3     | 24 grudnia 1996 | Tatoludek             | Ojciec zabiera Mikołaja z sanatorium, twierdząc, że powinien już wrócić do szkoły. Mikołaj zabiera ze sobą butelkę z wodą, a gdy jego ojciec przemywa tą wodą okulary, staje się mikroskopijnie malutki. |
| 4     | 25 grudnia 1996 | Tele Julia            | Julia zamierza zagrać w filmie i idzie na casting, ale dość późno przyszła. Postanawia wziąć kartkę z numerkiem, którą znalazła i może iść na casting. Niedługo po tym okazuje się, że Julia musi oddać numerek dziewczynie, która go zgubiła. Wraca do sanatorium. Przypadkowo jej czapka wpada do studni i zamienia się w druciany beret. Zakładając go, staje się niewolnicą telewizji i programów TV w niej występujących. Może być niebezpieczna dla siebie, ale i dla innych. |
| 5     | 26 grudnia 1996 | Inwazja świąteczna    | Wigilia. Dzieci postanawiają wysłać listy do Świętego Mikołaja. Chcą je polać wodą ze studni, żeby dostali to, o co poprosili, ale okazuje się, że studnia jest pusta. Filip razem z dziećmi dowiadują się, że prawdopodobnie wzięli je komandosi z jednostki wojskowej, ponieważ w całym mieście nie ma wody. Rozpoczynają się poszukiwania. |